# Die Bierpartei
Die Bierpartei (offizielles Wahlkürzel BIER), bis 2020 BierPartei Österreich (BPÖ), ist eine österreichische Kleinpartei. Sie wurde 2015 von Dominik Wlazny gegründet und ist in Form einer reinen Bundesorganisation ohne Landesparteien verfasst. Ihre Aktivität ist auf Wien konzentriert, wo sie erstmals bei der Nationalratswahl 2019 einen Stimmanteil von 0,6 % erreichte. Bei der Landtags- und Gemeinderatswahl in Wien 2020 errang sie einzelne Mandate, bei der Nationalratswahl 2024 kandidierte sie bundesweit. Anfang Februar 2025 gab die Bierpartei das Ende ihrer Tätigkeit als politische Partei bekannt.

## Geschichte

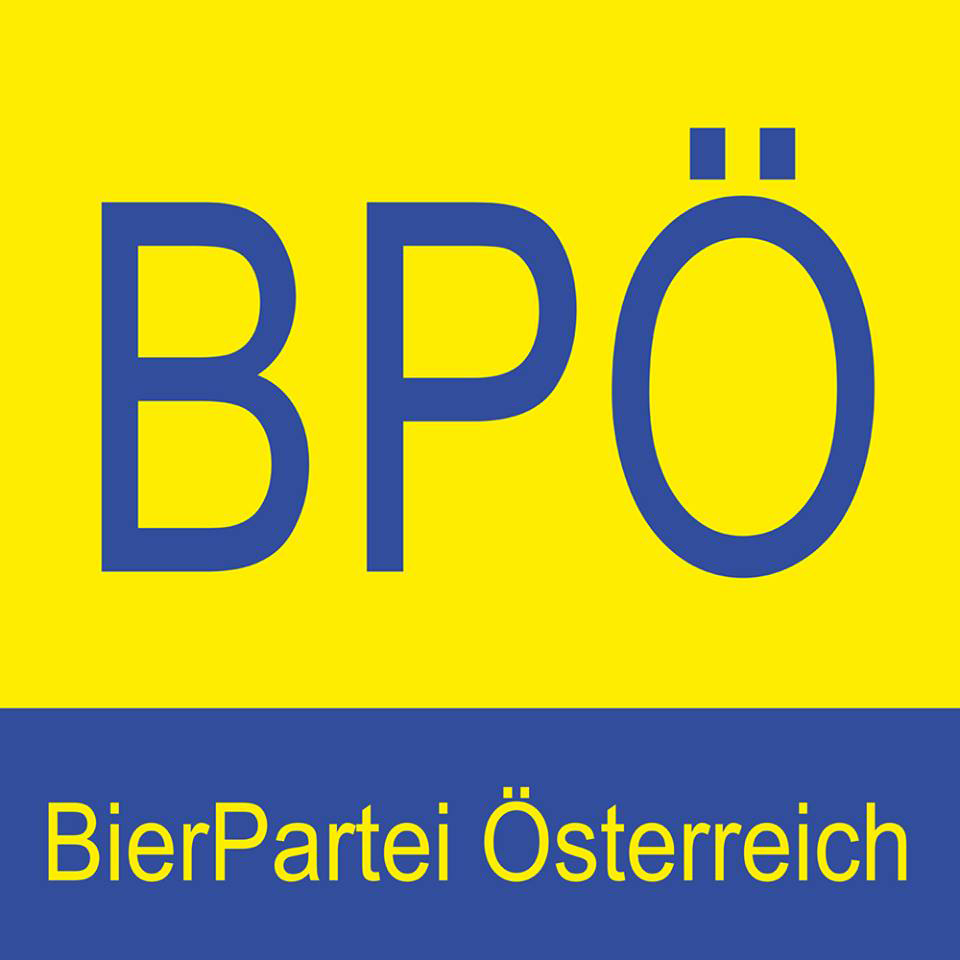
Logo als BierPartei Österreich (2019)

Logo bis 2023

Die Partei wurde im Jahr 2015 von Dominik Wlazny (Künstlername: „Marco Pogo“), dem Frontmann der Wiener Punkrock-Band Turbobier, als eine Bierpartei gegründet. Er war Turnusarzt, bevor der Erfolg der Band ihn zu einem Karrierewechsel bewog.
Entstanden ist die Partei aus einer Laune heraus, basierend auf dem Lied Die Bierpartei des Debütalbums Irokesentango.

### Nationalratswahl 2019
Die Bierpartei (damals noch BPÖ) nahm in den ersten vier Jahren ihres Bestehens an keiner Wahl teil, ein erstes Antreten erfolgte bei der vorgezogenen Nationalratswahl 2019. Die Partei nutzte das satirische Potential der Ibiza-Affäre und warb mit Freibier um Unterstützungserklärungen. Als Motivation für die Kandidatur gab die Partei an, dass man „bsoffene Gschichten“ – eine Anspielung auf eine Aussage Heinz-Christian Straches – besser den Profis überlassen sollte. An ein bundesweites Antreten war noch nicht zu denken, jedoch konnte die Bierpartei genug Stimmen sammeln, um zumindest in Wien unter dem Namen BIER auf den Wahlzetteln vertreten zu sein.  Bei der Wahl erhielt die Partei 4946 Stimmen (entspricht 0,6 % in Wien und 0,1 % bundesweit).

### Landtags- und Gemeinderatswahl in Wien 2020
Unmittelbar nach der Verkündung der Ergebnisse der Nationalratswahl kündigte die Bierpartei an, auch bei der Wiener Landtags- und Gemeinderatswahl im Oktober 2020 antreten zu wollen. Im Vorfeld beklagte man, dass das Sammeln der 1800 nötigen Unterstützungserklärungen wegen der geltenden Ausgangsbeschränkungen während der COVID-19-Pandemie in Österreich insbesondere für Kleinparteien, die auf direkten Wählerkontakt setzen müssen, erschwert sei. Dennoch konnten auch ohne externe Sponsoren genug Unterstützer gefunden werden, sodass die Partei mit dem Slogan „Make Wien dicht again“ (eine Anspielung auf den ehemaligen Bürgermeister Michael Häupl und die ihm nachgesagte Weinseligkeit) wienweit kandidieren durfte. Für die parallel stattfindende Bezirksvertretungswahl 2020 brachte die Bierpartei für alle Bezirksvertretungen mit Ausnahme des 1. Bezirks Wahlvorschläge ein. Den Wahlkampfauftakt bildete eine Bier-Rallye des Spitzenkandidaten samt seiner Funktionäre durch alle 23 Wiener Gemeindebezirke, als „Leuchtturmprojekt“ unter den Wahlversprechen sollte der Hochstrahlbrunnen am Schwarzenbergplatz durch einen Bierbrunnen ersetzt werden. Zu den ernsthafteren Zielen zählte Unterstützung für den durch die Coronakrise schwer geschädigten Kulturbetrieb. Durch die Vermarktung solcher Aktionen über die sozialen Netzwerke erlangte die Bierpartei ohne nennenswerten Kostenaufwand Reichweiten, für die andere Parteien fünfstellige Summen in Werbung investierten, mit Niko Alm konnte auch ein ehemaliger Nationalratsabgeordneter als Unterstützer gewonnen werden. Mit 1,80 % der Stimmen gelang der Einzug in den Landtag nicht, jedoch errang BIER einzelne Mandate in insgesamt 11 Bezirksvertretungen. Da die Partei insgesamt nur sechs Kandidaten zur Wahl aufgestellt hatte, mussten Personen nachnominiert werden. Als Ziel für die Zukunft nannte Parteigründer Wlazny die Bundespräsidentenwahl 2022. Der Antritt bei der Wiener Landtagswahl erregte auch internationales Aufsehen und führte zu Medienberichten etwa in Puerto Rico, Peru, Uruguay, Mexiko und Argentinien.

### Kandidatur Dominik Wlazny zum Österreichischen Bundespräsidenten (2022)
In einer Pressekonferenz am 13. Juni 2022 gab Dominik Wlazny bekannt, seine schon nach der Wiener Landtags- und Gemeinderatswahl angesprochene Kandidatur bei der Bundespräsidentenwahl in Österreich 2022 in die Tat umsetzen zu wollen. Am 19. August verlautbarte er, die nötigen 6000 Unterstützungserklärungen gesammelt zu haben. Bei der Wahl erreichte Wlazny 8,3 % und damit den dritten Platz hinter dem wiedergewählten Amtsinhaber Alexander Van der Bellen und Walter Rosenkranz von der FPÖ. Der Achtungserfolg wurde international wahrgenommen, Kommentatoren hoben Wlaznys ernsteres Auftreten als Politiker hervor.

### Nationalratswahl 2024

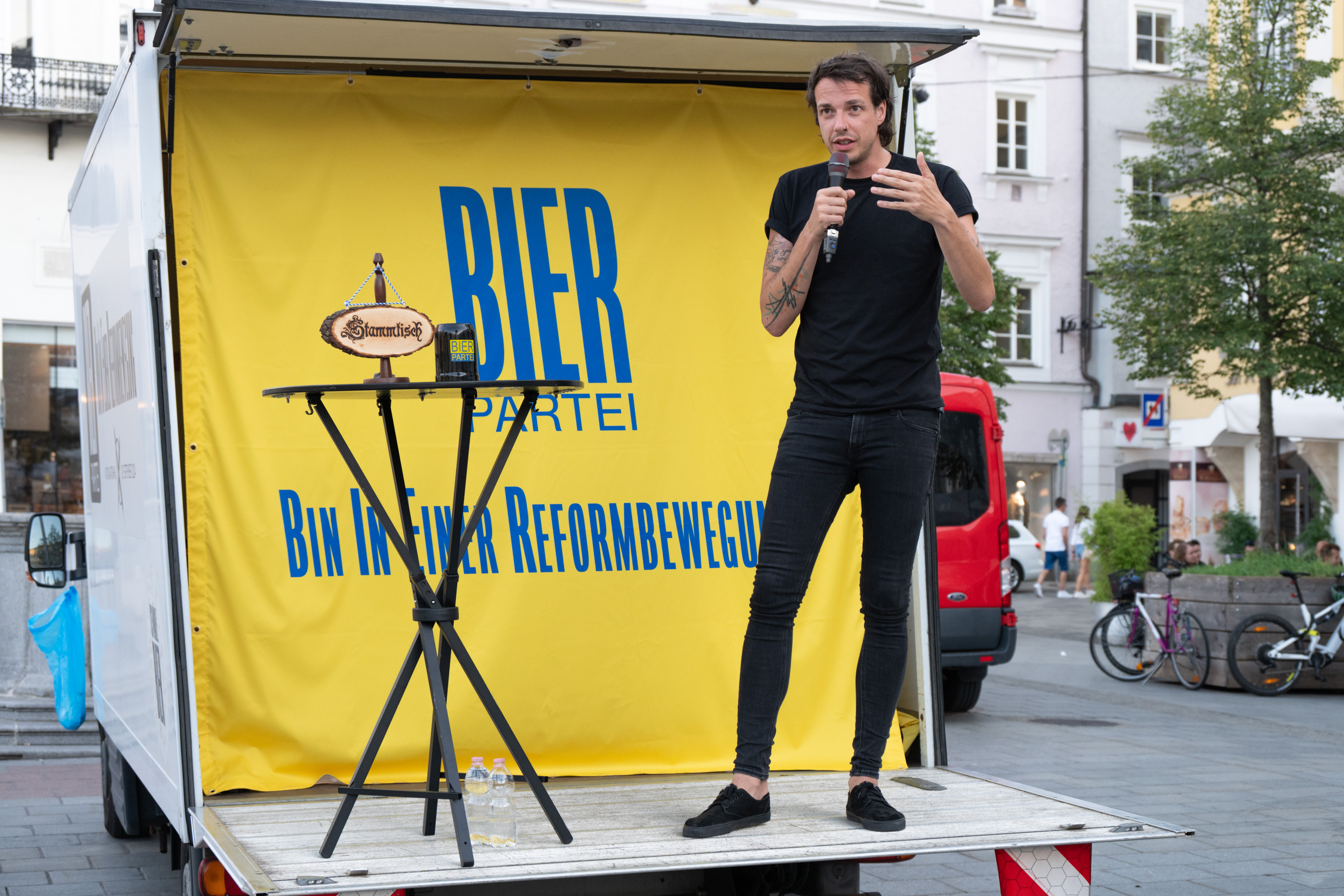
Dominik Wlazny beim Wahlkampf zur Nationalratswahl 2024 in Linz mit Stehtisch und Stammtisch-Schild

Im Jänner 2024 kündigte Dominik Wlazny an, mit der Bierpartei bei der Nationalratswahl 2024 kandidieren zu wollen, sofern das selbst gesetzte Ziel von 20.000 Mitgliedern bis Ende April erreicht werde, um die Finanzierung der Partei sicherzustellen. Auf Großspender, um die nötigen finanziellen Mittel zu erreichen, wollte die Partei verzichten. Am 30. April bestätigte Wlazny in einer Pressekonferenz den Antritt, obwohl vom selbstgesteckten Ziel von 20.000 Mitgliedern nur rund 50 % erreicht wurden. Im Vorfeld der Wahl deutete die Partei das Kürzel BIER um als Backronym für Bin In Einer Reformbewegung.
Aufgrund der Konzentration auf die Nationalratswahl trat die Bierpartei 2024 nicht bei der Landtagswahl in Vorarlberg sowie ebenfalls nicht bei der Europawahl an.
Am 11. Juli 2024 wurden erste Inhalte zur Nationalratswahl präsentiert. Am 26. Juli bestätigte die Partei, die nötige Zahl an Unterstützungserklärungen für einen bundesweiten Antritt erreicht zu haben.
Bei der Nationalratswahl kam die Partei auf 2,0 Prozent, womit sie nicht in den Nationalrat einzog.

### Ende der parteipolitischen Aktivität
Am 3. Februar 2025 verlautbarte die Bierpartei in einer Presseaussendung, nicht bei der Landtags- und Gemeinderatswahl in Wien 2025 und „auch bei keiner anderen Wahl“ mehr antreten zu wollen. Die Partei wolle das Kapitel „als politische Partei im klassischen Sinne“ schließen und „anders weitermachen“. Die Parteimitgliedschaften aus dem Jahr 2024 sind laut Angaben auf der Website nur für ein Jahr abgeschlossen worden. Das gesamte Budget sei in „Aufbau, Organisation, Kampagne, Pressekoordination, Versammlungen, Kundgebungen, Pressekonferenzen, Tour“, in Mitarbeiter sowie die Absicherung der Website geflossen. Mit der Wahlkampfkostenrückerstattung würden weitere offene Rechnungen aus dem Wahlkampf und Aufbau der Partei bezahlt.
Die Bewegung werde weiterhin als kulturelle Initiative bestehen bleiben und sich auf gesellschaftliche Projekte konzentrieren.

## Programmatik
Die Bierpartei strebte laut ihrer Satzung „eine offene Gesellschaft an, in der individuelle Freiheit, wirtschaftliche Freiheit und soziale Gerechtigkeit im Einklang stehen“, und forderte „Chancengleichheit, Bildung, Umweltschutz und internationale Kooperation, um eine moderne und vielfältige Gesellschaft zu schaffen, die auf Toleranz, Respekt und Fortschritt basiert“. Die Bierpartei lehnte die Einführung einer Erbschaftssteuer und die Reduktion der wöchentlichen Arbeitszeit ab, die Erhöhung des Pensionsantrittsalters wurde befürwortet. Laut dem Politologen Peter Filzmaier sei die Partei in den Medien zwar als linksliberal dargestellt worden und habe sich mit tendenziell linken Themen einen Namen gemacht, sie habe aber keine „klassisch linke Politik“ vertreten.

## Organisation
Die Mitbestimmungsrechte von Parteimitgliedern waren sehr beschränkt und die Macht in der Partei war auf den Parteivorstand konzentriert. So war laut Satzung ausschließlich der vierköpfige Vorstand, dem neben Dominik Wlazny sein Vater Michael Wlazny, ein Kassier und ein Schriftführer angehörten, in Mitgliederversammlungen antragsberechtigt, wobei bei Stimmengleichheit die Stimme des Vorsitzenden entschied. Dies betraf auch Wahlvorschläge. Laut dem Politikwissenschaftler Laurenz Ennser-Jedenastik war die Bierpartei die Partei in Österreich mit der größten Machtkonzentration an der Parteispitze, er ortete darin eine „Tendenz zur Oligarchie“.